# Ficidae
Ficidae is een familie van weekdieren uit de klasse van de Gastropoda (slakken).

## Geslachten
- Ficus Röding, 1798
- † Perissolax Gabb, 1861
- † Priscoficus Conrad, 1866